# Premocyathus dentiformis
Espèce
Statut CITES
Premocyathus dentiformis est une espèce de coraux appartenant à la famille des Caryophylliidae.